# Ovoalbúmina

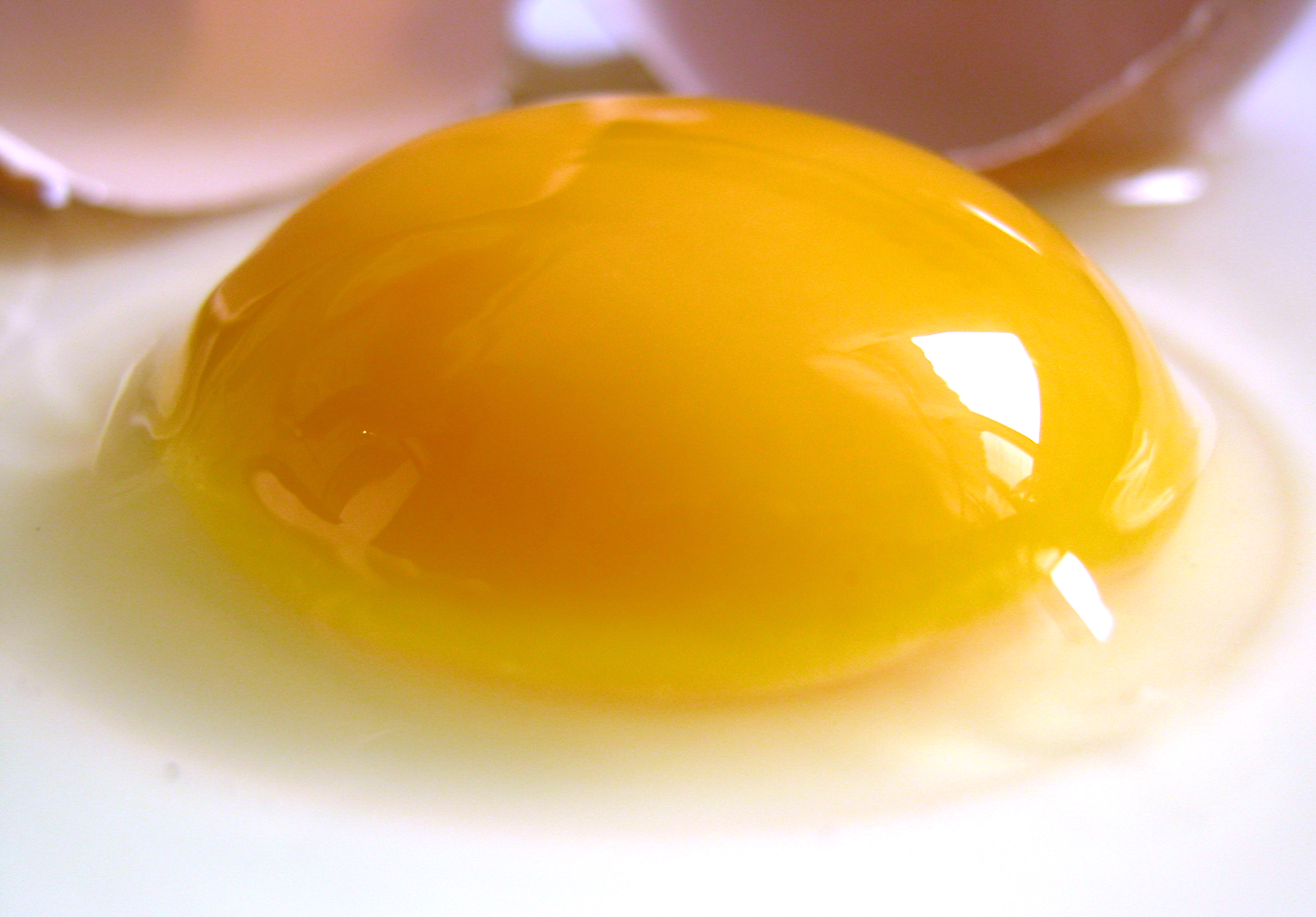
Huevo abierto mostrando diversas partes entre ellas la clara, lugar donde se encuentra gran cantidad de la ovoalbúmina.

La ovoalbúmina es una de las principales proteínas de la clara del huevo (60-65% de las proteínas totales). Pertenece a la superfamilia proteínica de las serpinas, aunque a diferencia de la mayoría de éstas la ovoalbúmina no es capaz de inhibir cualquier peptidasa. La función biológica de la ovoalbúmina es desconocida, aunque se presume que sea una reserva de proteínas para la cría del ave. Otros autores señalan la capacidad que posee la ovoalbúmina de anular las enzimas digestivas y por esta razón señalan que es un mecanismo protector contra las bacterias exteriores agresoras al huevo.
La ovoalbúmina (y, de hecho, toda la clara del huevo, también llamada albumen) no forma parte del óvulo original ni de sus cubiertas, sino que se forma por secreciones (mayoritariamente proteicas) del epitelio del oviducto durante su paso por él.

## Características
La ovoalbúmina fue una de las primeras proteínas cristalizadas en el laboratorio. Es la principal proteína de la clara de huevo, en la que representa alrededor del 55% del total de proteínas. Esta proteína (o grupo de moléculas proteicas estrechamente relacionadas) se desnaturaliza fácilmente al agitar la clara, lo que da lugar a la formación de una espuma muy resistente. Esta proprieded es importante en tecnología alimentaria. Además es la proteína de mayor valor biológico ya que contiene todos los aminoácidos esenciales en las proporciones adecuadas. Es una fosfoglucoproteína integrada por tres fracciones, A1, A2 y A3, en una proporción de 85:12:3, respectivamente, que se diferencian por su contenido en fósforo. Es rica en cisteína y metionina y presenta grupos sulfhidrilos (es la única de las proteínas de huevo que posee esta característica) y se puede decir que la presencia de estos grupos sulfhidrilos hacen una gran contribución aparte del sabor, textura y aroma característicos del huevo.
La ovoalbúmina de los huevos de gallina está formada por una cadena de  385 aminoácidos, y posee una masa molecular relativa de 45 kDa. Se trata de una glucoproteína con cuatro posiciones de glicosilación.

## Aplicaciones medicinales
En los casos especiales de intoxicación por metales pesados (tales como el hierro) se puede administrar unas dosis de ovoalbúmina. La ovoalbúmina está relacionada con los metales pesados y su misión es la de atrapar los iones de los metales pesados debido a la presencia de las uniones sulfhídricas de la proteína. Su coagulación tras el proceso de absorción previene la absorción de metales en el tracto gastrointestinal previniendo el envenenamiento.
En algunos casos, es utilizada para aliviar quemaduras o como regenerador de la piel.

## Diversia
- Existen alergias alimentarias a los huevos debido a la alergia que se pueda tener a esta proteína del huevo.
- La proteína coagula a 75 °C y esto se debe tener en cuenta al cocinar huevos, la primera proteína del huevo en coagular es la ovotransferina (65 °C) * Esta proteína forma parte de los piensos dados en la industria avícola para alimentar a los polluelos. También se puede proporcionar en combinación con hidratos de carbono para regenerar a aves débiles.
- Se usa como sustituto del huevo en ciertas aplicaciones alimenticias, como la huevina.
- Se emplea puro (generalmente en grageas) en la nutrición deportiva como un suplemento proteínico a la dieta: sobre todo en los deportes de fuerza como el culturismo.